# 馬国人
馬 国人（うま の くにひと／ときひと、生没年不詳）は、奈良時代の官人・歌人。氏姓は馬史のち武生連。

## 出自
馬氏（馬毘登・馬史）は王仁の後裔で、西文氏の一族にあたる漢系渡来氏族。馬養部・午人等の伴造で、朝廷の馬匹に関する職掌を担っていた。

## 経歴
本貫は右京。聖武朝の天平10年（738年）少初位下・東史生の官位にあった。
天平宝字8年（764年）藤原仲麻呂の乱終結後の10月に従六位上より三階昇進して外従五位下に昇叙される。天平神護元年（765年）国人および同族の益人らを含む合わせて44人が馬毘登から武生連に改姓した。

## 人物
『万葉集』に和歌作品1首が入集。
天平勝宝8歳（756年）3月7日に聖武太上天皇・孝謙天皇・光明皇太后らの行幸の折に、河内国仗人郷の自邸に大伴家持や大伴池主を招いて宴を催した折に詠んだ歌。
- にほ鳥の 息長川は 絶えぬとも 君に語らむ 言尽きめやも

## 官歴
『続日本紀』などによる。
- 時期不詳：少初位下
- 天平10年（738年） 日付不詳：東史生[4]
- 天平勝宝8歳（756年） 3月7日：見散位[3]
- 時期不詳：従六位上
- 天平宝字8年（764年）10月26日：外従五位下
- 天平神護元年（765年）12月5日：馬毘登から武生連に改姓